# Herrschaft Ruppin

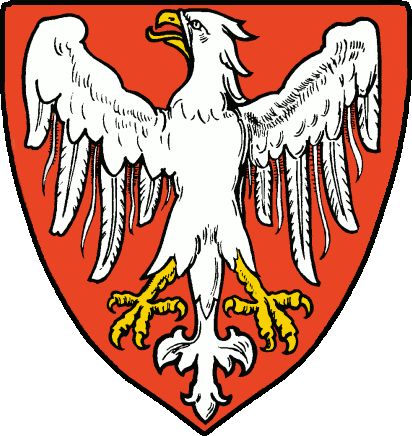
Wappen der Herrschaft Ruppin

Die Herrschaft Ruppin (auch Grafschaft Ruppin) war von etwa 1214 bis 1524 ein Territorium des Heiligen Römischen Reichs im Besitz der Grafen von Lindow-Ruppin. In ihrer Anfangszeit war sie vermutlich reichsunmittelbar. Später wurde die Herrschaft um Lehen der Markgrafen von Brandenburg erweitert und kam im weiteren Verlauf wahrscheinlich vollends unter die Oberhoheit der Markgrafen. Nach dem Erlöschen des Adelsgeschlechts Lindow-Ruppin fiel die Herrschaft an die Mark Brandenburg und bildete fortan den Kreis Ruppin. Das ehemalige Gebiet der Herrschaft bildet als Ruppiner Land eine historische Landschaft in Brandenburg.

## Geschichte

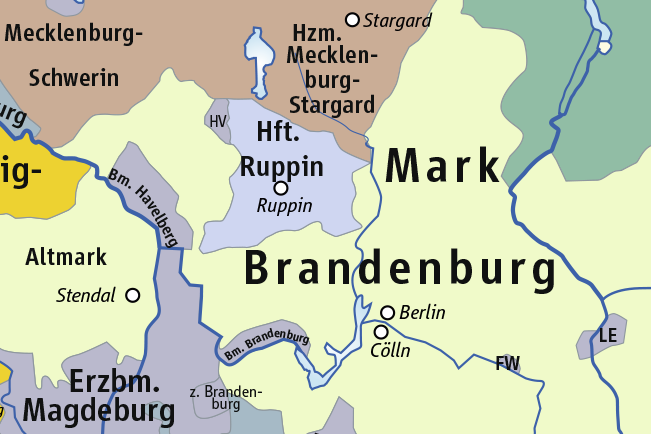
Die Herrschaft Ruppin um 1400

Das Gebiet der späteren Herrschaft Ruppin war seit dem 1. Jahrhundert nur schwach besiedelt. Vermutlich ab dem 6. Jahrhundert wanderten slawische Stämme aus dem Osten ein. Seit spätestens 948 bewohnte der elbslawische Stamm der Zamzizi das Gebiet. Ihr politisches Zentrum war wahrscheinlich die Slawenburg Ruppin auf einer Insel im Ruppiner See. Daneben bildete der Burgwall Altfriesack am Nordufer des Bützsees vermutlich einen weiteren kultischen Mittelpunkt. Am Westufer des Ruppiner Sees lag der Burgwall Treskow. In der zweiten Hälfte des 12. Jahrhunderts kam das Gebiet nach dem Wendenkreuzzug 1147 unter deutsche Oberhoheit und die deutsche Ostsiedlung setzte in dem Gebiet ein.
Um 1214 gelangte die Gegend zwischen den Flüssen Temnitz und Rhin als vermutlich reichsunmittelbare Herrschaft Ruppin in den Besitz des edelfreien Grafen Gebhard von Arnstein (* 1180/1209; † um 1256), eines Urenkels Albrechts des Bären. Er ist der erste historisch belegte Herr zu Ruppin und Stammvater der Grafen von Lindow-Ruppin, die eine Nebenlinie der Grafen von Arnstein bildeten und bis 1524 im Besitz der Herrschaft blieben. Der Name Lindow-Ruppin bezieht sich neben der Herrschaft Ruppin auf die Herrschaft Lindau (auch Herrschaft Lindow) in Anhalt, die ebenfalls im Besitz des Adelsgeschlechts war.
Aufgrund des Grafentitels derer von Lindow-Ruppin wurde die Herrschaft Ruppin seit dem Ende des 13. Jahrhunderts auch als Grafschaft Ruppin bezeichnet. Trotzdem war Ruppin eine Herrschaft, keine Grafschaft. Das Wappen der Herrschaft Ruppin zeigte ähnlich dem der Grafen von Lindow-Ruppin in Rot einen silbernen Adler goldbewehrt.
Kurz nach 1220 hatte Gebhard das Gebiet seiner Herrschaft nach Osten bis an die Grenzen der Länder Gransee und Löwenberg erweitert. Er baute die Burg Ruppin (auch Planenburg) zu Alt Ruppin in unmittelbarer Nähe der ehemaligen Slawenburg Ruppin als politisches Zentrum der Herrschaft aus. Die Burg Wildberg war vermutlich ebenfalls in seinem Besitz. Fünf Kilometer südwestlich der Burg Ruppin gründete Gebhart die Siedlung Neuruppin als wirtschaftliches Zentrum der Herrschaft Ruppin; sie wurde 1238 erstmals schriftlich erwähnt. Zwischen 1230 und 1240 stiftete Gebhart das Zisterziensernonnenkloster Lindow. Im Jahr 1240 nahm er seinen ständigen Wohnsitz in der Burg Ruppin. 1246 gründete Gebhards Bruder Wichmann von Arnstein (* um 1185; † 1270) das Dominikanerkloster Neuruppin und wurde dessen erster Prior.
Die Siedlung Neuruppin erhielt 1256 unter Gebhards Sohn Günther I. von Lindow (* um 1230; † um 1284) das Stadtrecht. Im Verlauf des 13. Jahrhunderts wurde das Gebiet der Herrschaft Ruppin nach Norden bis zur Linie Goldbeck–Rheinsberg–Menz erweitert. Um 1300 wurde die Burg Goldbeck angelegt. 1349 kamen die Länder Wusterhausen und Gransee als Lehen des Markgrafen von Brandenburg hinzu, nachdem sie seit 1317 bereits in Pfandbesitz der Grafen von Lindow-Ruppin waren. 1407 wurde Neustadt Teil der Herrschaft Ruppin.
Trotz der zu diesem Zeitpunkt vermutlich bereits bestehenden Oberhoheit der Markgrafen von Brandenburg wurde die Herrschaft Ruppin als Territorium des 1512 geschaffenen Obersächsischen Reichskreises geführt. Gemäß der Reichsmatrikel von 1521 hatte die Herrschaft Ruppin drei Soldaten zu Pferd, zwölf Soldaten zu Fuß und 42 Gulden für die Reichsarmee zu stellen.
1524 erlosch das Adelsgeschlecht Lindow-Ruppin mit dem Tod des Grafen Wichmann. Die Herrschaft Ruppin wurde daraufhin vollständig durch Kurfürst Joachim I. von Brandenburg eingezogen und mit der Mark Brandenburg vereinigt. Sie blieb als ständische und steuerliche Einheit erhalten und bildete fortan den Kreis Ruppin der Mittelmark. Verwandte des verstorbenen Grafen Wichmann klagten 1541 vor dem Reichskammergericht gegen die Einziehung der Herrschaft durch den Kurfürsten. Die Klage wurde 1562 abgewiesen.